# Мерло (Богодуховский район)
Ме́рло (укр. Мерло) — село в Кленовском сельском совете Богодуховского района Харьковской области Украины.
Код КОАТУУ — 6320884503. Население по переписи 2001 года составляет 458 (208/250 м/ж) человек.

## Географическое положение
Село Мерло находится на левом берегу реки Мерла, вытянувшись вдоль русла примерно на 3 км. Есть мосты. Ниже по течению примыкает село Филатово, на противоположном берегу расположены сёла Шигимагино и Малыжино.

## История
- Село Мерло основано в 1806 году.

## Экономика
- В селе была  молочно-товарная ферма. В настоящее время фермы проданы и разобраны.

## Известные люди
- Дмитрий Сергеевич Загорулько (1915—1944) — Герой Советского Союза,  родился в селе Мерло.